# Siergiej Szełpakow
Siergiej Wasiljewicz Szełpakow (ros. Сергей Васильевич Шелпаков, ur. 18 września 1956 w miejscowości Isilkul) – radziecki kolarz szosowy, mistrz olimpijski.

## Kariera
Największy sukces w karierze Siergiej Szełpakow osiągnął w 1980 roku, kiedy wspólnie z Jurijem Kaszyrinem, Anatolijem Jarkinem i Olegiem Łogwinem zdobył złoty medal w drużynowej jeździe na czas podczas igrzysk olimpijskich w Moskwie. Był to jedyny medal wywalczony przez Szełpakowa na międzynarodowej imprezie tej rangi oraz jego jedyny start olimpijski. Nigdy nie zdobył medalu na szosowych mistrzostwach świata.